# Fay-Ann Lyons

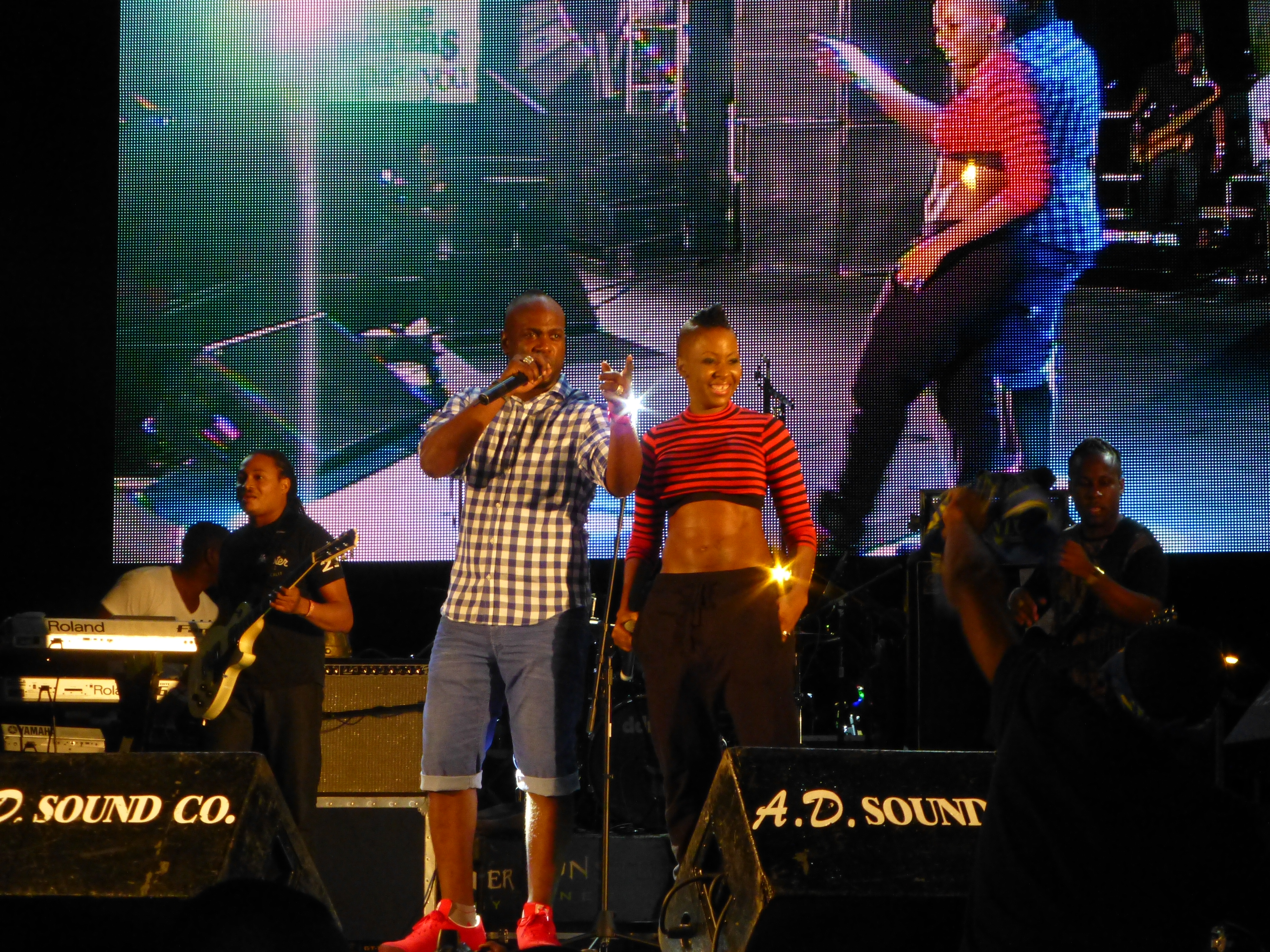
Bunji Garlin und Fay-Ann Lyons (2014)

Fay-Ann Lyons (vollständig Fay-Ann Corelle Lyons-Alvarez, * 5. November 1980 in Point Fortin) ist eine trinidianische Soca-Musikerin. Sie ist auch bekannt unter den Pseudonymen Lyon Empress, Mane the Matriarch und Silver Surfer.

## Leben
Lyons wurde in Point Fortin als Tochter des Soca-Musikers Austin „Superblue“ Lyons und der Soca-Musikerin Lynette „Lady Gypsy“ Steele geboren. Seit 2002 ist sie als Sängerin und Songwriterin in der Soca-Szene aktiv. Neben ihrer Solokarriere war Lyons auch regelmäßig Mitglied von Soca-Bands. Von 2002 bis 2005 war sie als Sängerin für die Band Invazion tätig. Am 23. Dezember 2006 heiratete sie den Soca-Musiker Ian „Bunji Garlin“ Alvarez. Seit 2008 ist sie Mitglied der Asylum Band ihres Ehemannes. 2009 wurde die gemeinsame Tochter Syri geboren. 2015 trat sie auf dem Coachella-Festival und dem Glastonbury Festival auf. 2017 sorgten Querelen innerhalb der Asylum Band für Medienecho, als Schlagzeuger Gregory „Animal“ Pegus die Band nach 14 Jahren im Streit verließ und Lyons „respektloses Verhalten“ gegenüber der Band sowie eine ungerechte Entlohnung vorwarf.

## Auszeichnungen
Fay-Ann Lyons gehört in puncto Auszeichnungen zu den erfolgreichsten Soca-Künstlern aller Zeiten und ist die erfolgreichste weibliche Soca-Künstlerin. Nebst zahlreichen Kategoriesiegen in den International Soca Awards ist sie dreimalige Gewinnerin des Carnival Road March und damit die erfolgreichste Frau in dieser Disziplin. 2009 gewann sie als erste Frau den International-Soca-Monarch-Wettbewerb.
- 2012 International Soca Awards: Best Up-Tempo Soca - Female[5]
- 2010 International Soca Awards: Soca Collaboration of the Year (mit Bunji Garlin)
- 2010 International Soca Awards: Best Up-Tempo Soca - Female[6]
- 2009 International Soca Monarch[7]
- 2009 International Groovy Soca Monarch
- 2009 International Soca Awards: Favourite Groove Soca - Female[8]
- 2009 International Soca Awards: Favourite Up-tempo Soca - Female
- 2009 International Soca Awards: Female Soca Performer of the Year
- 2009 International Soca Awards: Overall Female Soca Artist of the Year
- 2009 International Soca Awards: Soca Song Writer of the Year
- 2009 International Soca Awards: Hall of Fame Award
- 2009 NACC Top 20 Award[9]
- 2008 International Soca Awards: Female Soca Performer of the Year[10]
- 2008 International Soca Awards: Overall Female Soca Artist of the Year
- 2008 International Soca Awards: Favorite Up-tempo Soca - Female
- 2008 International Soca Awards: Soca Song of the Year (Get On)

## Diskografie

### Alben
- 2015: Raze (EP, VP Records)
- 2017: Break the World (VP Records)

### Singles
- 2004: Ain't See Nothing/Wine Yeah (Bacchanal 45 Records, mit Micky Rich)
- 2008: Helpless Child/Lonely Girl (Supersonic Sound, mit Bunji Garlin)
- 2011: All Over (Slu Records, mit The Baron)
- 2012: Rum Please (Remix) (Energy Music, mit Fya Empress)

### Sampler-Beiträge
- Soca Gold 2006 (2006, VP)
- Best of the Best - Soca Hits 2007 (2007, JW Productions)
- Soca Gold 2007 (2007, VP)
- Pot of Gold Riddim (2007, Faluma)
- Da Mastamind Project (2007, Faluma)
- Da Mastamind Project 2 (2007, Faluma)
- Soca Gold 2008 (2008, VP)
- A Message to You Rudie Riddim (2009, Supersonic Sound)
- Gutter: Soca Riddim (2010, Island Traffic)
- Jim Screechie Trinidad (2010, Equiknoxx Music)
- I Am Soca 2012 (2012, Platinum Trini)